# Sofie Goor
Sofie Goor (Aarschot, Brabant Flamenc, 14 de gener de 1977) va ser una ciclista belga que fou professional del 2005 al 2008. Va combinar la carretera amb el ciclocròs.